# Okręg Lons-le-Saunier
Okręg Lons-le-Saunier (fr. Arrondissement de Lons-le-Saunier) – okręg we wschodniej Francji. Populacja wynosi 122 tysiące.

## Podział administracyjny
W skład okręgu wchodzą następujące kantony:
- Arbois,
- Arinthod,
- Beaufort,
- Bletterans,
- Champagnole,
- Chaumergy,
- Clairvaux-les-Lacs,
- Conliège,
- Lons-le-Saunier-Nord,
- Lons-le-Saunier-Sud,
- Nozeroy,
- Orgelet,
- Planches-en-Montagne,
- Poligny,
- Saint-Amour,
- Saint-Julien,
- Salins-les-Bains,
- Sellières,
- Voiteur.